# زقاق الطيار
زقاق الطيار ويسمى أيضاً «أحواش زقاق الطيار» هو أحد أحياء المدينة المنورة التاريخية القديمة، تقع في الاتجاه الغربي للمسجد النبوي.
يبدأ من شارع المناخة الذي تم استبداله بنفق المناخ الحالي ويبدأ من شمال مسجد علي بن أبي طالب الموجود حاليا على شارع السلام النازل.